# 島津久健 (日置家)
島津 久健（しまづ ひさたけ）は、薩摩国薩摩藩家老日置島津家第7代。

## 家系
日置島津家は、島津宗家15代当主島津貴久の三男島津歳久に始まり、2代常久以降に薩摩国日置（現・鹿児島県日置市日吉町日置）を領した。明治33年（1900年）に島津久明が男爵に叙され華族となった。

## 略歴
寛文12年（1672年）10月2日、薩摩藩日置領主島津忠興（忠竹）の長男として生まれる。母は藩主島津光久の娘於虎。幼名は長千代。
延宝8年（1680年）2月1日、鹿児島城に登城して元服。藩主島津光久に代わって世子綱貴が烏帽子親となり、理髪役は国老島津久輝が務めた。
宝永元年（1704年）2月、参勤交代で江戸に出府する藩主吉貴に大身分格として随行し、藩主襲封の御礼のために江戸城に登城する吉貴の供をして、将軍徳川綱吉に拝謁した。
正徳元年（1711年）10月、宮之城島津久方、都城島津久龍と共に「大身分」と呼称され特に年頭八朔の式礼で独礼を許された。
正徳2年（1712年）3月、将軍家より薩摩国の印章を賜ったことへの謝使を命じられて江戸に出府した。
正徳2年（1712年）6月9日、父忠竹の隠居により家督を相続した。正徳3年（1713年）藩より日置家の次男には諱に「久」の字の使用を許され、三男以下は「忠」や「久」の字を避け「歳」の字を使用するよう命じられた。
享保9年（1724年）8月5日、知行地の知覧郷西別府村は遠いので、伊集院郷飯牟礼村の公田との領地替を藩に願い出て許された。
享保12年（1727年）6月23日、死去。家督は嫡男久林が相続した。